# 勒多尔捷
勒多尔捷（法語：Redortiers，法語發音：[ʁədɔʁtje]）是法国上普罗旺斯阿尔卑斯省的一个市镇，属于福卡尔基耶区。

## 地理
勒多尔捷（44°6'17"N, 5°37'6"E）面积45.77 平方千米，位于法国普罗旺斯-阿尔卑斯-蓝色海岸大区上普罗旺斯阿尔卑斯省，该省份为法国东南部内陆省份，北起上阿尔卑斯省，西接沃克吕兹省，西北接德龙省，南至瓦尔省，东临滨海阿尔卑斯省，东北部与意大利接壤。
与勒多尔捷接壤的市镇（或旧市镇、城区）包括：巴农、蒙萨利耶、莱索梅尔格、勒韦斯迪比翁、拉罗什日龙、蒙弗罗克。

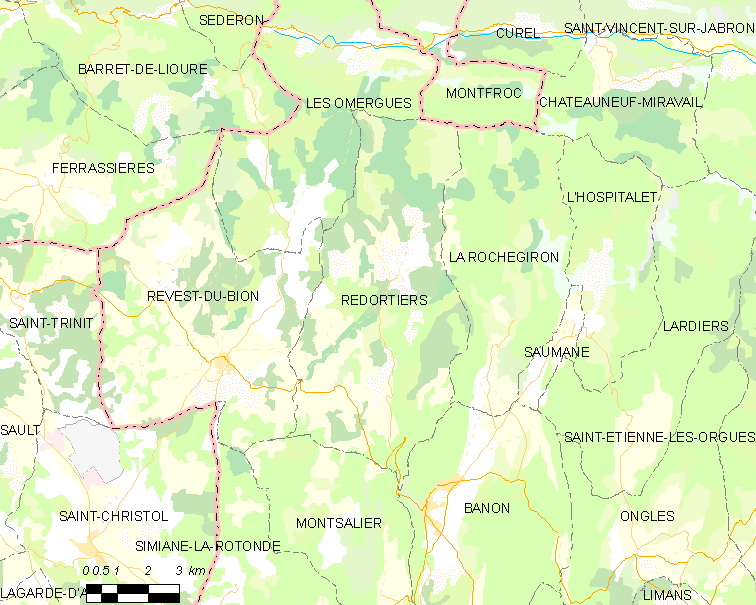
勒多尔捷的OSM定位图

勒多尔捷的时区为UTC+01:00、UTC+02:00（夏令时）。

## 行政
勒多尔捷的邮政编码为04150，INSEE市镇编码为04159。

## 政治
勒多尔捷所属的省级选区为雷亚讷县。

## 人口

1962-2008年间勒多尔捷人口变化图示

勒多尔捷于2022年1月1日时的人口数量为89人。